# 옥천 이성산성
옥천 이성산성(沃川 已城山城)은 충청북도 옥천군 청성면 산계리에 있는 신라의 산성이다. 2016년 12월 2일 문화재 지정 예고를 거쳐, 2017년 4월 7일 충청북도의 기념물 제163호로 지정하였다.

## 지정 사유
옥천 이성산성(沃川 已城山城)은 청성면 소재지의 성안 마을에 있는 토성으로 일명 산계리 토성(山桂里 土城)으로 불린다. 금강의 지류인 보청천(報靑川)이 휘돌아 흐르는 강가에 위치하고 남아있는 상태도 양호하며 주변 경관과도 조화를 이루고 있다.
이성산성은 5세기 무렵에 신라가 축조한 산성으로 신라에서 조선에 이르기까지 오랜기간 경영되었고 『삼국사기(三國史記)』에 기록된 굴산성(屈山城)으로 비정되는 중요한 산성이다.

## 발굴 조사
옥천군과 문화재청, 국강고고학연구소는 지난 2015년 10월 이 산성의 서쪽 성벽 25m를 발굴 조사한 결과 성벽 흙에서 나온 줄무늬 기와 조각, 고배(高杯, 굽다리 접시)조각 등 유물로 미루어 5세기 신라 토성이라고 밝힌 바 있다.
이후 신라의 한강 진출 과정과 지방의 토성 축조 방법 등을 연구하는 데 중요한 자료로 여겨지고 있다.
또한 470년 신라가 쌓은 석성인 보은 삼년산성 이후에는 대부분 돌로 성을 조성했다는 점을 감안할 때 이성산성은 삼년산성 이전의 축성술을 연구하는데 가치가 크다는 것이 학계의 말이다.

## 같이 보기
- 보은 삼년산성 (사적 제235호)

## 참고 자료
- 옥천 이성산성 - 국가유산청 국가유산포털